# زاوية سيدي أبو الحسن الكراي
زاوية سيدي أبو الحسن الكراي واحدة من أهم زوايا (أو مقامات) المدينة العتيقة بصفاقس.

## تاريخها
بنيت زاوية سيدي أبو الحسن الكراي في القرن 11هـ سنة 1082هـ على يد المعلّم محمد بن المعلم أحمد بن المعلم الحاج علي المنيف.

## موقعها
يقع المقام في الجزء الغربي للمدينة العتيقة بصفاقس، ببداية نهج سيدي أبي الحسن الكراي، ويفتح على ساحة «برروس».

## هندستها
تتكون زاوية أبو الحسن من بهو للدخول على يساره مقام الولي الذي يحتوي على محراب وقبة، وينتهي البهو بصحن رحب به محراب وتحيط به الأروقة وبداخله بيت للصلاة ودرج يقود للطابق العلوي.
ويتكون الطابق العلوي للمقام من غرفتين صغيرتين كانتا مكانا يختلي به الشيخ الكراي بعد انتهائه من التدريس.

وباعتبارها واحدة من أجمل المعالم بمدينة صفاقس العتيقة، فإن زاوية سيدي أبو الحسن الكراي تتميز بواجهات مزخرفة بالكذال والآيات القرآنية والأزهار المنحوتة على الخشب.

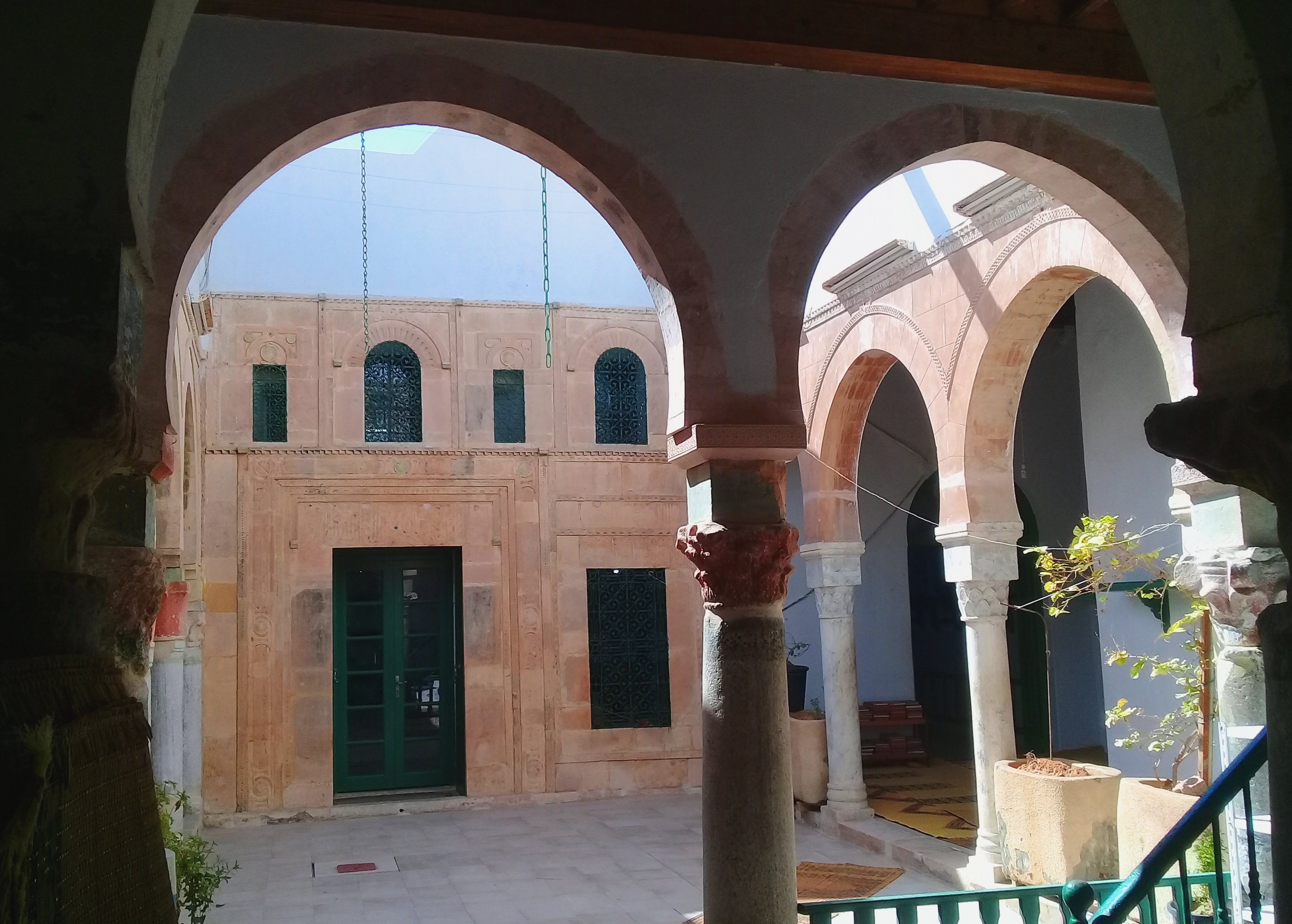
فناء الزاوية
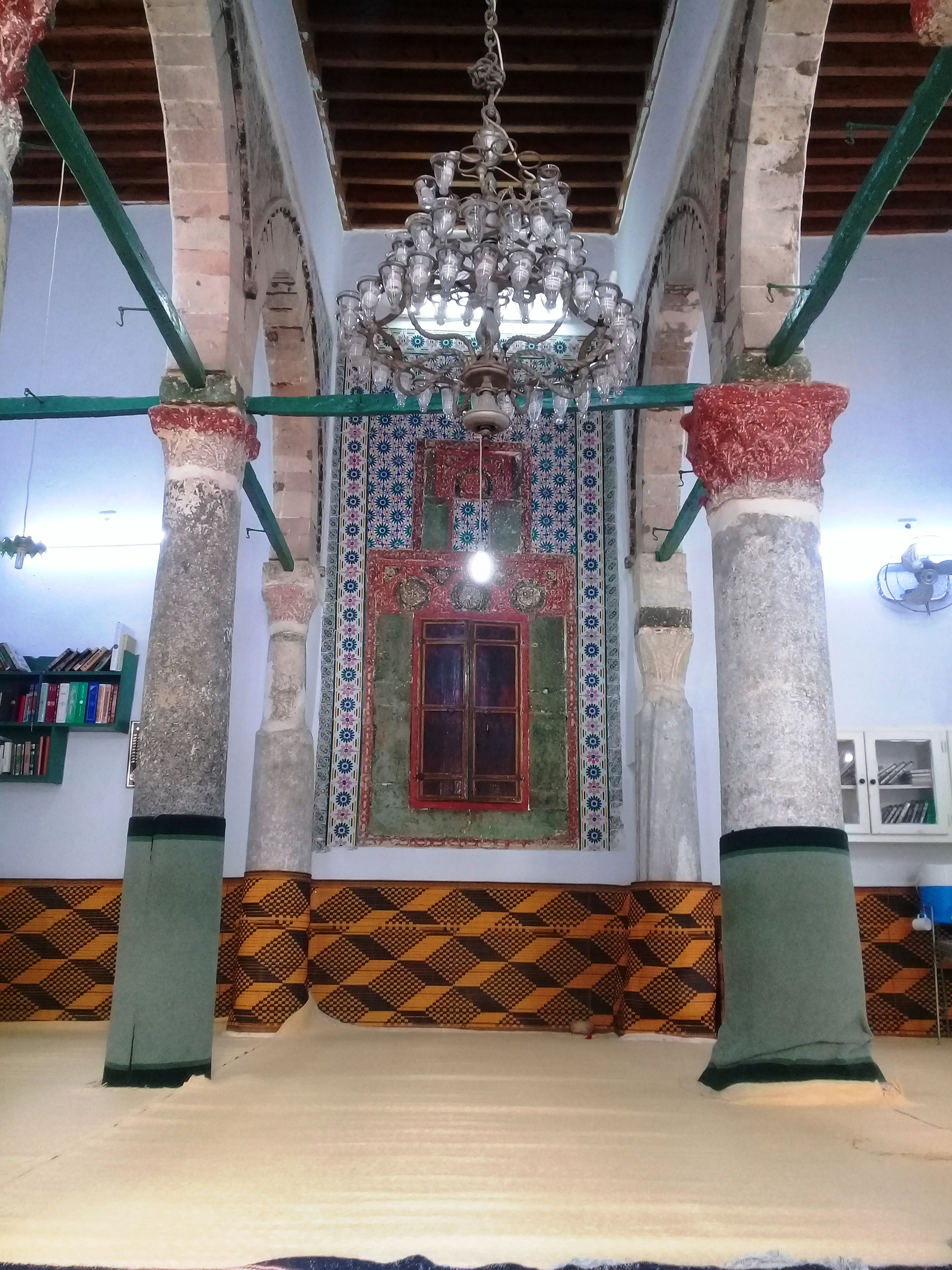
قاعة الصلاة
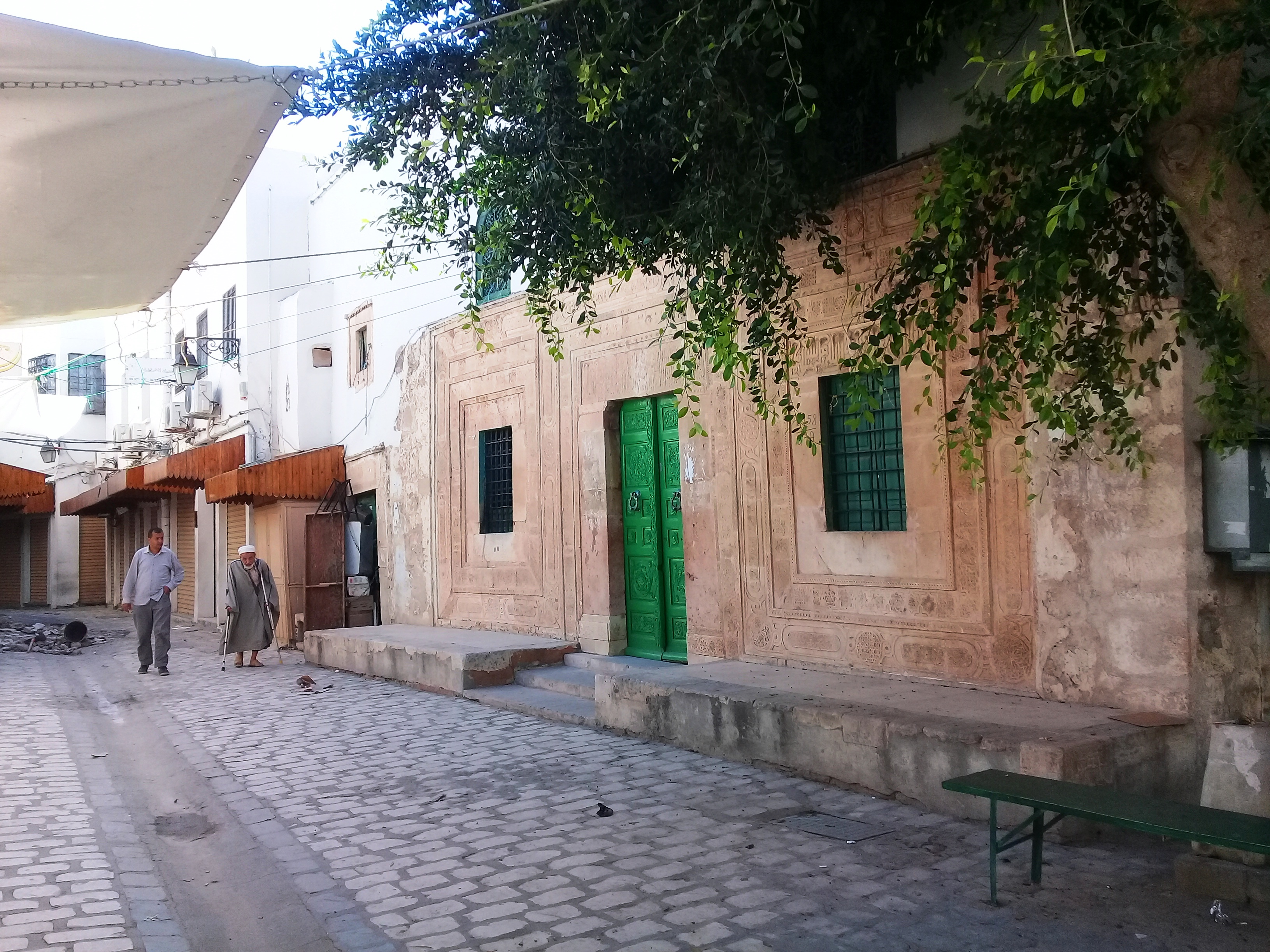
مدخل الزاوية
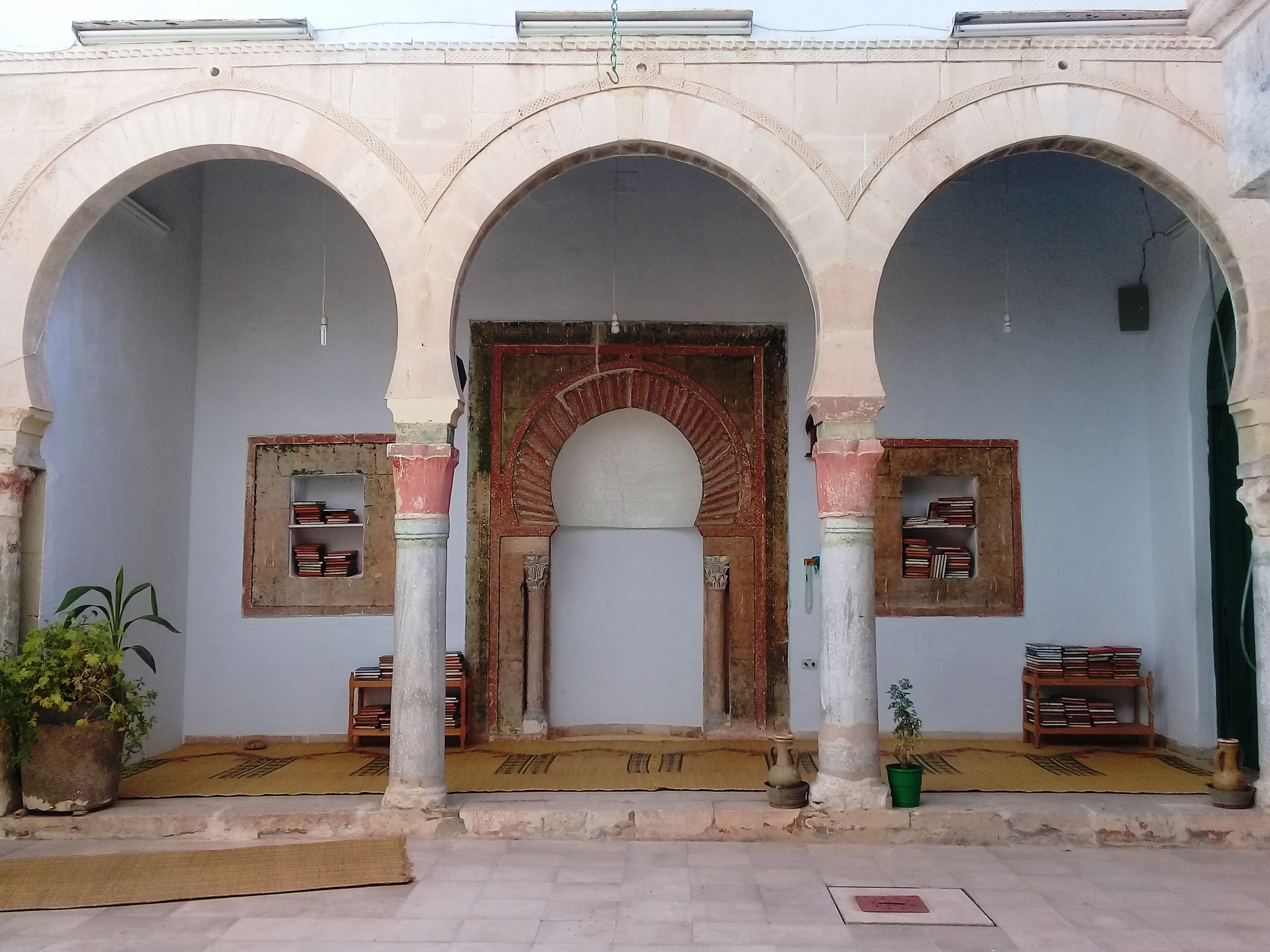
المحراب الخارجي
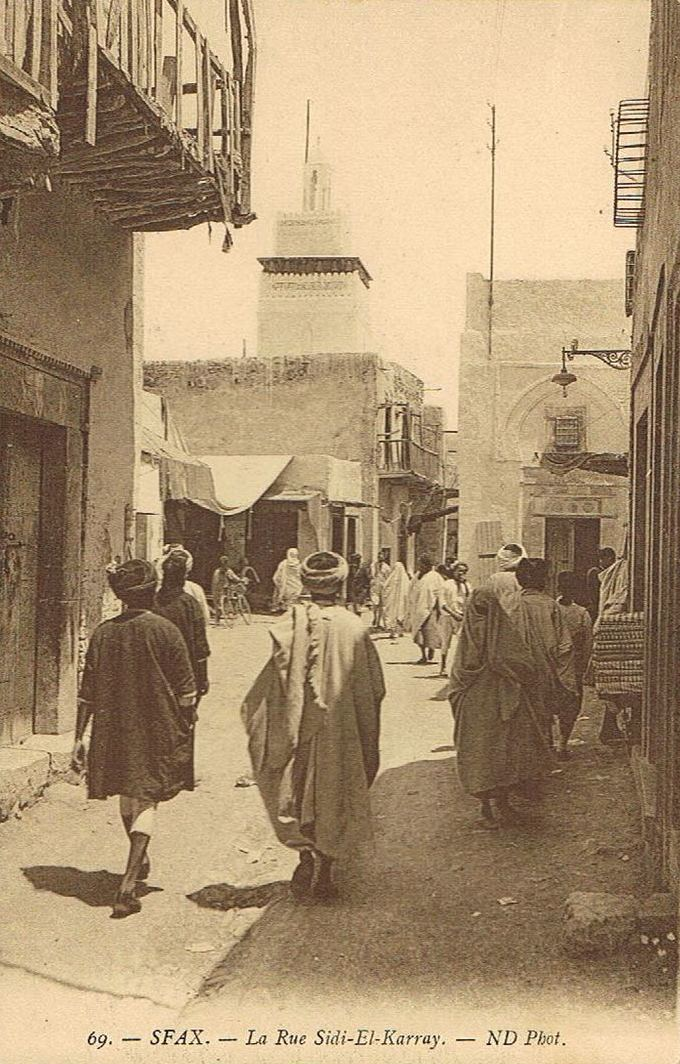
نهج سيدي الكراي بالقرن 20

## أبو الحسن بن أبي بكر

### حياته
هو أبو الحسن بن أبي بكر بن أحمد بن محمد البراني بن عمر بن علي الكراي، الحفيد الرابع للشيخ علي الكراي.
ولد بصفاقس بالقرن 17 ميلادي سنة 1026هـ.
تتلمذ أولا على يد أبيه أبو بكر الكراي وغيره من فقهاء البلاد، ثم توجه إلى تونس حيث زاد في معارفه، ثم سافر إلى الأزهر بمصر وتلقن على يد شيوخه.
منذ عودته من مصر، هام بالبلاد التونسية لزيارة الأولياء والشيخ سيدي سعيد الوحيشي القيرواني على وجه الخصوص ثم عاد إلى صفاقس وحوّل منزله إلى بيت للعبادة وعلّم مجموعة من التلاميذ مثل القاضي والمفتي محمد الحكموني والمفتي عبد العزيز الفراتي.
كان سيدي بالحسن بارا، محسنا, محبا للفقراء والمساكين وتقيا متعمقا في صوفيته.
عاش سيدي بالحسن حوالي 79 سنة وتوفي سنة 1105ه ودفن بمسجده.
وقد رثاه تلميذه الشيخ أبو عبد اللّه محمد بن محمد بن علي المراكشي بقصيدة طويلة.

### مؤلفاته
أسّس أبو الحسن الكراي طريقة صوفيّة اجتمع حولها كثير من أتباعه ونظم 56 موشحا على طريقة السادة الوفائية اعتنت بتعظيم ال ومدح الرسول محمد وقد ردّدها الشيخ بودية والحاج محمد بركية.
وقد وزع هذه الموشحات على ثلاث عشرة نوبة مالوف، إعتمد فيها أسلوبا في متناول كل مستمع مازجا بين العربيّة الفصحى والدارجة المهذبة.
وقد جمعت هذه الموشحات إضافة إلى ما نظمه تلاميذه ومريدوه في سفر أطلق عليه اسم: «ديوان سيدي أبي الحسن (الكرّاي)»
كما قام بإصدار بعض المؤلفات ككتاب المورد العذب الزلال وكتاب المواهب الفاخرات واليواقيت النيرات على أصل نفائس الخمرات والنجوم الزاهرات.
وأنشأ وظيفة أرسلها إلى مصر، فشرحها له الشيخ عبد الوهاب الأزهري، ومدحه أيضا الشيخ عبد الوهاب بقصيدة أرسلها له مع الشرح المذكور
والوظيفة هنا هي منظومة في التسبيح والذكر.